# Zanzani
Zanzani is een historisch merk van motorfietsen.
De Italiaanse ex-coureur Primo Zanzani bouwde in 1976 en 1977 enkele redelijk succesvolle racers. Zijn eerste model, een 500cc-tweecilinder-tweetakt werd in 1976 vierde in het Italiaanse kampioenschap achter de Suzuki’s van Giacomo Agostini, Marco Lucchinelli en Virginio Ferrari. De machines uit 1977, een 400- en een 500 cc uitvoering, waren gebaseerd op de Yamaha RD 400.